# Henri Jobier
Henri Jobier (n. 6 iulie 1879, Courson-les-Carrières, Bourgogne, Franța – d. 25 martie 1930, Paris, Île-de-France, Franța) a fost un scrimer francez, medaliat olimpic. A participat la 2 ediții ale Jocurilor Olimpice (1900, 1924) în care a câștigat o medalie de aur.